# Sante Gaiardoni
Sante Gaiardoni (Villafranca di Verona, 29 juni 1939 – Motta Visconti, 30 november 2023) was een Italiaans wielrenner.
Gaiardoni werd in 1960 wereldkampioen op de sprint, in hetzelfde jaar werd Gaiardoni in eigen land olympisch kampioen op de sprint en de 1km tijdrit. In 1963 werd Gaiardoni wereldkampioen op de sprint bij de profs.
Gaiardoni overleed in de nacht van 29 op 30 november 2023 op 84-jarige leeftijd.

## Resultaten
| Jaar | WK                  | Olympische Zomerspelen |
| ---- | ------------------- | ---------------------- |
| 1958 | sprint              |                        |
| 1959 | sprint              |                        |
| 1960 | sprint              | sprint · 1km tijdrit   |
| 1962 | sprint bij de profs |                        |
| 1963 | sprint bij de profs |                        |
| 1966 | sprint bij de profs |                        |
| 1969 | sprint bij de profs |                        |
| 1970 | sprint bij de profs |                        |

1896: Paul Masson ·
1900: Albert Taillandier ·
1920: Maurice Peeters ·
1924: Lucien Michard ·
1928: Roger Beaufrand ·
1932: Jacques van Egmond ·
1936: Toni Merkens ·
1948: Mario Ghella ·
1952: Enzo Sacchi ·
1956: Michel Rousseau ·
1960: Sante Gaiardoni ·
1964: Giovanni Pettenella ·
1968: Daniel Morelon ·
1972: Daniel Morelon ·
1976: Anton Tkáč ·
1980: Lutz Heßlich ·
1984: Mark Gorski ·
1988: Lutz Heßlich ·
1992: Jens Fiedler ·
1996: Jens Fiedler ·
2000: Marty Nothstein ·
2004: Ryan Bayley ·
2008: Chris Hoy · 
2012: Jason Kenny · 
2016: Jason Kenny · 
2020: Harrie Lavreysen · 
2024: Harrie Lavreysen
1896: Paul Masson ·
1928: Willy Falck Hansen ·
1932: Dunc Gray ·
1936: Arie van Vliet ·
1948: Jacques Dupont ·
1952: Russell Mockridge ·
1956: Leandro Faggin ·
1960: Sante Gaiardoni ·
1964: Patrick Sercu ·
1968: Pierre Trentin ·
1972: Niels Fredborg ·
1976: Klaus-Jürgen Grünke ·
1980: Lothar Thoms ·
1984: Fredy Schmidtke ·
1988: Aleksandr Kiritsjenko ·
1992: José Manuel Moreno Periñan ·
1996: Florian Rousseau ·
2000: Jason Queally ·
2004: Chris Hoy
Wielerploegen van Sante Gaiardoni
Baldan ·
De Lillo ·
Di Caterina ·
Fezzardi ·
Fusar Imperatore ·
Gaiardoni ·
Morotti ·
Passuello ·
Ritter ·
Rota ·
Schiavon ·
Sercu ·
Turrini ·
Urbani ·
Vianelli